# The Unforgiven II
The Unforgiven II är en singel av Thrash metal-bandet Metallica från 1998 utgiven på Elektra. Låten är tagen från 1997 års album Reload och är skriven av James Hetfield, Lars Ulrich och Kirk Hammett.
The Unforgiven II framfördes för första gången live under Billboard Awards 1997 och spelades inte live igen förrän på Metallicas Europaturné 2015.
Låten är cirka sex och en halv minut lång.

## Texten
The Unforgiven II är uppföljaren till den mer välkända låten Unforgiven. Det finns även en låt med namnet Unforgiven 3. Alla dessa låtar har liknande melodier och text. När en Metallica-fan frågade James Hetfield om sångens mening svarade Hetfield, "Forgiving no one and ending up alone."[källa behövs] Precis som i den första versionen, The Unforgiven återkommer frasen What i've felt, what i've known i låten, vilket den inte gör i The Unforgiven III.

## Låtlista
CD singel 1
1. "The Unforgiven II"
2. "Helpless (Live)"
3. "The Four Horsemen (Live)"
4. "Of Wolf and Man (Live)"

CD singel 2
1. "The Unforgiven II"
2. "The Thing That Should Not Be (Live)"
3. "The Memory Remains (Live)"
4. "King Nothing (Live)"

CD singel 3
1. "The Unforgiven II"
2. "No Remorse (Live)"
3. "Am I Evil? (Live)"
4. "The Unforgiven II (Demo)"

The Unforgiven II, Pt. 3
1. "The Unforgiven II"
2. "The Thing That Should Not Be (Live)"